# Statenville
Statenville es un lugar designado por el censo ubicado en el condado de Echols en el estado estadounidense de Georgia. En el año 2010 tenía una población de 1,040 habitantes.

## Geografía
Statenville se encuentra ubicado en las coordenadas 30°42′11″N 83°1′37″O / 30.70306, -83.02694.